# 24-Stunden-Zählung
| 24-Stunden-Zählung | 2-mal-12-Stunden-Zählung    |
| 00:00 24:00 (selten)                                                                                                   | 12:00 a. m. / midnight *    |
| 00:01 | 12:01 a. m. (ante meridiem) |
| 01:00 | 01:00 a. m.                 |
| 02:00 | 02:00 a. m.                 |
| … | …                           |
| 10:00 | 10:00 a. m.                 |
| 11:00 | 11:00 a. m.                 |
| 11:59 | 11:59 a. m. (ante meridiem) |
| 12:00 | 12:00 p. m. / noon *        |
| 12:01 | 12:01 p. m. (post meridiem) |
| 13:00 | 01:00 p. m.                 |
| 14:00 | 02:00 p. m.                 |
| … | …                           |
| 22:00 | 10:00 p. m.                 |
| 23:00 | 11:00 p. m.                 |
| 23:59 | 11:59 p. m. (post meridiem) |
| 24:00 * | 12:00 a. m. / midnight      |
| * Da 12 a. m. und 12 p. m. leicht verwechselbar sind, wird im Englischen häufig noon oder midnight bevorzugt. * selten |                             |

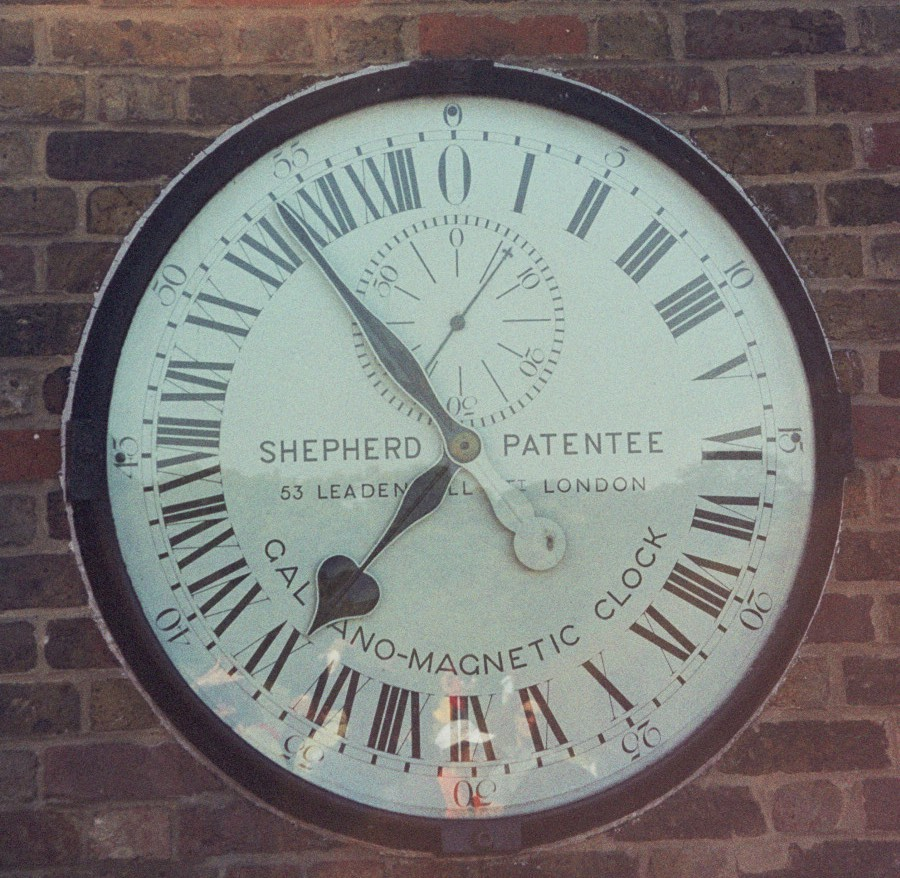
24-Stunden-Uhr am Greenwich-Observatorium

Die 24-Stunden-Zählung (oder astronomische Stundenzählung) ist die heute weltweit überwiegend angewandte Form, in der Stunden angegeben werden.
Eine andere Form der Uhrzeitangabe ist 2-mal-12-Stunden-Zählung

## Verfahren
Die Zählung erfolgt in 24 gleich langen, äquinoktialen Stunden, in die der Voll-Tag (der lichte Tag und die Nacht) gemeinsam eingeteilt sind. Auf der Großen Uhr wird durchgehend von der ersten (1.) bis zur 24. Stunde gezählt. Die Zeitangabe für die erste (1.) Stunde reicht von 0:00 Uhr bis 1:00 Uhr, für die 24. Stunde von 23:00 Uhr bis 0:00 Uhr. Gezählt wird ab Mitternacht, in der Zählung wechselt aber die Minute 23:59 Uhr direkt auf die Minute 0:00 Uhr des Folgetages. Zwischen 24:00 Uhr des Vortages und 00:00 Uhr des Folgetages gibt es keine, auch nur logische Sekunde.

## Geschichte
Schon lange vor dem Mittelalter waren 24-Stunden-Zählungen in Gebrauch, die jedoch meist mit Sonnenaufgang begannen (babylonische oder griechische Stunden), vereinzelt auch ab Sonnenuntergang (italische oder böhmische Stunden).
Die 24-Stunden-Zählung verbreitete sich in gelehrten Kreisen seit dem späten Mittelalter, als mit dem Aufkommen mechanischer Räderuhren die getrennte Zählung des lichten Tages und der Nacht mit je 12 ungleich langen, temporalen Stunden ein technisches Problem darstellte. Allerdings besaßen nur wenige Menschen solche Uhren, so dass die alte Stundenzählung vielfach noch bis ins 18. Jahrhundert in Gebrauch war. Unterschiede bestanden auch zwischen Stadt und Land.
Aus praktischen Gründen blieb es auch nach Verbreitung mechanischer Uhren und Aufgabe der jahreszeitabhängig unterschiedlich langen Tag- und Nachtstunden im öffentlichen Bereich bei der seit jeher gewohnten, getrennten 12-Stunden-Zählung für die Tag- und Nachtzeiten, wiewohl die mechanisch gemessenen Stunden jetzt immer gleich lang waren und der Übergang von der Tages- zur Nachtzählung nicht mehr mit dem Einbruch der Dämmerung zusammenfiel. Entsprechend bürgerte sich etwa im 15. Jahrhundert die sogenannte „Kleine Uhr“ mit zweifacher Stundenzählung ein. Diese Uhr macht in 24 Stunden zwei Umdrehungen und zeigt an jeder Stelle des Zifferblatts je nach Turnus zwei verschiedene der 24 Stunden des Volltages an: 1 Uhr und 13 Uhr mit „I“; 12 Uhr und 00 Uhr mit „XII“. Die doppelte Zählung wird als 2-mal-12-Stunden-Zählung oder kurz 12-Stunden-Zählung bezeichnet.
Gründe für diese Entwicklung waren:
- Die ersten öffentlichen mechanischen Uhren waren schlagende, die Tageszeit noch nicht sichtbar anzeigende Turmuhren. Diese akustischen Uhren verwendeten niemals mehr als zwölf Schallsignale, weil so viele Turmuhrschläge nicht sinnvoll zu zählen waren.[3]
- Die Kleine mechanische Uhr ließ sich einfacher und für eine längere Lebensdauer konstruieren als die „Große Uhr“.

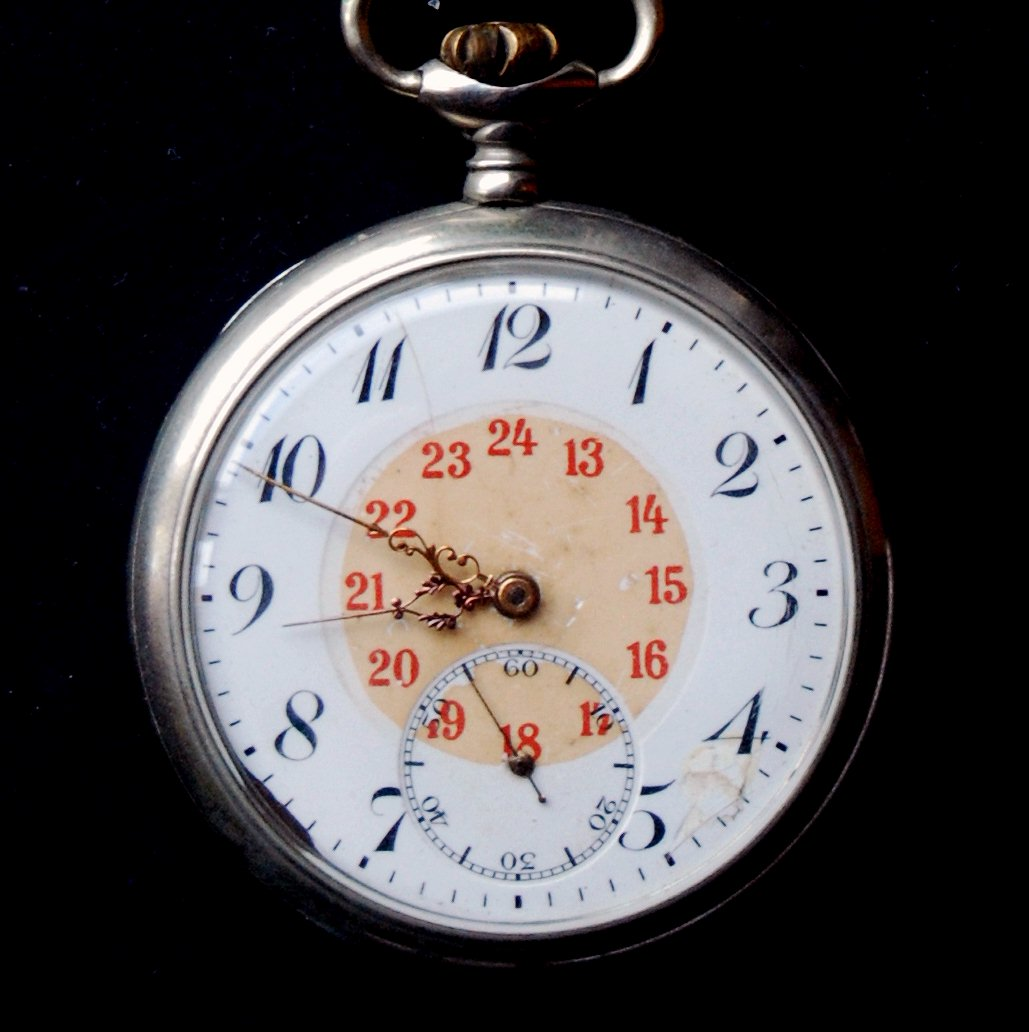
Eisenbahner-Taschenuhr mit 24-Stunden-Zifferblatt (ab 1927, Deutschland)

Für den Eisenbahnverkehr waren Fahrzeiten und Fahrpläne einfacher mit der 24-Stunden-Zählung zu erstellen und zu kommunizieren. Auch das Militär war daran interessiert, Verwechslungen bei der Kommunikation von Zeiten auszuschließen, und wendete diese Zählung frühzeitig an. Daher wurde die 24-Stunden-Zählung an der Wende vom 19. zum 20. Jahrhundert in vielen Staaten eingeführt:
- 1865: Britisch-Indien
- 1866: Kanada
- 1893: Italien
- 1897: Belgien
- 1900: Spanien
- 1912: Frankreich
- 1913: Portugal
- 1920: Schweiz (nach einer ablehnenden Volksabstimmung 1912)
- 1921: Österreich
- 1927: Deutschland (15. Mai, 0:00 Uhr, zum Beginn des Sommerfahrplans der Deutschen Reichsbahn).[5] Allerdings sprach sich die Reichsregierung in einem Erlass vom 15. Juli 1927 gegen eine zwangsweise Einführung der 24-Stunden-Zählung im öffentlichen Leben aus. Einzelne Städte, wie z. B. Frankfurt a. M. am 3. Oktober 1927, beschlossen dennoch, für die Verwaltung und Betriebe mit städtischer Beteiligung (wie Verkehrsbetriebe) die 24-Stunden-Zählung einzuführen.[6]

Das britische und kanadische Militär benutzte die 24-Stunden-Zählung ab Ende 1917. In vielen der genannten Länder bestanden und bestehen beide Zählsysteme längere Zeit nebeneinander.
Die 24-Stunden-Zählung ist heute die standardisierte Stundenzählung der ISO (ISO 8601). Dieses System hat sich in den meisten Ländern der Welt durchgesetzt.

## 12 versus 24 Stunden
Die 12-Stunden-Zählung wird heute noch in Teilen der englischsprachigen Welt sowie in ganz Lateinamerika und auf den Philippinen schriftlich im öffentlichen Leben benutzt, meist mit dem Zusatz a. m. für „vormittags“ und p. m. für „nachmittags“. Auch in vielen europäischen Ländern ist sie in der mündlichen Alltagssprache nach wie vor dominant. Im Deutschen werden beispielsweise die regional unterschiedlichen Ausdrücke für angebrochene Stunden (z. B. „halb vier“ für 15:30 Uhr) ausschließlich mit der 12-Stunden-Zählweise und nicht mit einer 24-Stunden-Zählung verbunden.
Die 24-Stunden-Zählung hat in einigen Regionen, in denen die 12-Stunden-Zählung bevorzugt wird, besondere Bezeichnungen:
- military time in Kanada und den USA,
- army time in Australien,
- railway time oder radio time in diversen Teilen der englischsprachigen Welt,
- horario ferroviario oder horario continental in Teilen der spanischsprachigen Welt.

Mit dem Aufkommen der digitalen Uhren setzte sich die 24-Stunden-Zählung zunehmend auch im täglichen Leben durch. Zeigeruhren mit 24-Stunden-Anzeige bleiben aber selten. In Weltregionen, in denen eine 24-Stunden-Zählung ungebräuchlich ist, zeigen auch Digitaluhren zweimal 12 Stunden an.

## Zeiten nach 24:00

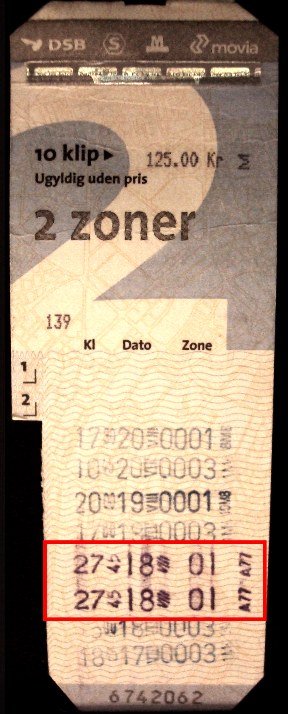
Dänische klippekort (10-Fahrtenticket) mit der Zeitangabe 27:45 18. VIII für die standardmäßige Uhrzeit 03:45 am 19. August. Der Kartentyp existierte bis 2015.

Tageszeiten nach 24:00 (bspw. 24:01 oder 25:59 anstatt 00:01 bzw. 01:59) werden nicht häufig genutzt und unterliegen nicht dem Standard. Allerdings existieren auch diese Notationen unter bestimmten Umständen im Vereinigten Königreich, in Japan, Südkorea, China und Hongkong, in denen die Geschäftszeiten bis nach Mitternacht ausgedehnt werden, wie für Fernsehen und Kino.
Bei den Unternehmen des Hamburger Verkehrsverbundes, die TIM-Drucker einsetzten, war es üblich, bei den nach Mitternacht ausgegebenen Fahrscheinen die Uhrzeit bis zum Dienstende weiterzudrehen und somit die Fahrscheine z. B. mit der Uhrzeit 24:40 auszudrucken. Das Gleiche galt bei den Stempelautomaten des ÖPNV in Kopenhagen (HT bzw. Movia).